# Slaginstrument
Een slaginstrument, ook wel genoemd percussie-instrument, kan op basis van de klankvoortbrenging een idiofoon, een membranofoon of een chordofoon zijn.
- Idiofoon. Bij een idiofoon wordt het geluid veroorzaakt door percussie van  een van nature klankrijk materiaal (een vaste stof) dat in hoorbare trilling wordt gebracht. Voorbeelden: xylofoon (hout) en triangel (metaal).
- Membranofoon. Bij een mebranofoon wordt het geluid veroorzaakt door bespeling van een vel of membraan. Voorbeelden: pauk en snare drum.
- Chordofoon. Bij een chordofoon wordt het geluid veroorzaakt door het in beweging brengen van een snaar. Voorbeelden: piano en cimbalom.

De bespeler van een slaginstrument is een slagwerker.

## Slagwerk

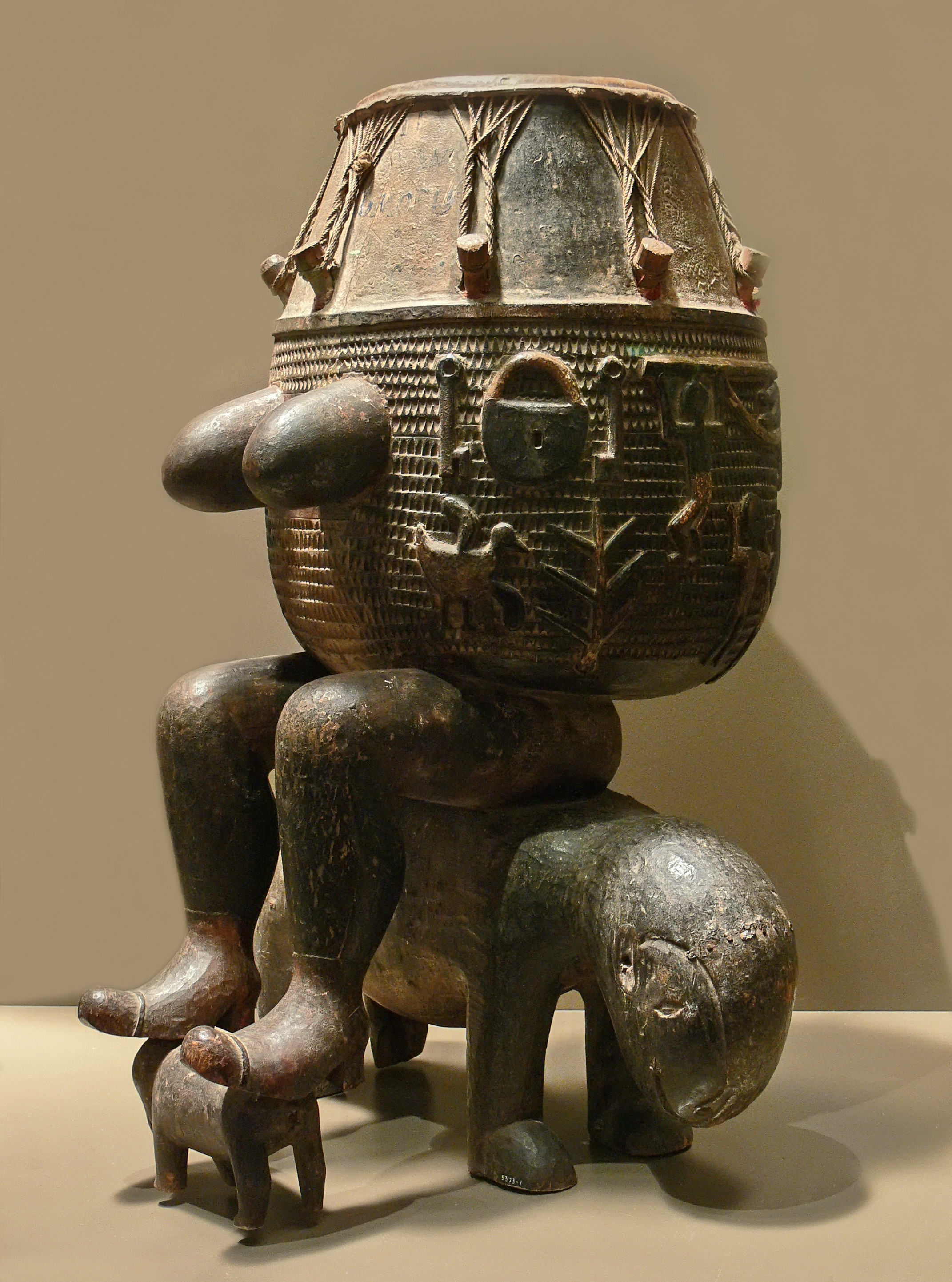
Slagwerkinstrument in het Wereldmuseum Amsterdam

Onder slagwerk in het algemeen wordt in de muziek verstaan: de muziekinstrumenten die men doorgaans door middel van een slagtechniek bespeelt, zoals de diverse soorten trommels, bekkens en kleinere instrumenten zonder specifieke toonhoogte. Voorts bestaan er slagwerkinstrumenten met een specifieke toonhoogte, zoals de pauken en de gong.
Het drumstel (een combinatie van trommels, bekkens en soms ook percussie-instrumenten) wordt veelal gebruikt in pop- en rockbands, in jazzmuziek en steeds vaker in orkestverband.

### Speeltechnieken
Veel slagwerk wordt bespeeld met behulp van stokken (vaak van hout, soms van kunststof of metaal). Soms zijn de stokken voorzien van koppen die met vilt of draad omwonden kunnen zijn, zoals de stokken van de marimba. Diverse trommels en derivaten worden ook soms met de hand bespeeld. De grote trom en de hihat kennen een met een pedaal bediende stok.
Sommige 'afwijkende' speeltechnieken worden door slagwerkers soms gebruikt waarbij niet de slag met een stok of met de hand, maar een ander wijze van klankvoortbrenging wordt gebruikt. Hoewel vrijwel alle slagwerkinstrumenten door middel van een slagtechniek bespeeld kunnen worden, zijn er ook variaties en alternatieven: met of zonder stok slaan (met de hand). Sommige slagwerkinstrumenten, zoals de vibrafoon en crotales kunnen bovendien met een strijkstok (meestal die van een contrabas) bespeeld worden, dat genoteerd wordt als arco. Ook shakers, zoals sambaballen (Kalebassen gevuld met pitjes) worden niet zozeer door slag, maar door puur bewegen tot klinken gebracht.

## Percussie-instrumenten
Onder percussie-instrumenten worden vooral de kleine slagwerkinstrumenten verstaan en een aantal instrumenten uit de niet-westerse muziek, zoals claves, conga, bongo en djembé. Ook in een orkest worden wel  percussie-instrumenten
gebruikt, zoals woodblock, beatring en koebel. In een orkest worden de percussiepartijen doorgaans genummerd: Percussie 1 omvat meestal de drums, percussie 2 en 3 omvatten meestal de kleine instrumenten in combinatie met een grote trom of bekken (cymbal a deux).

## Melodische slaginstrumenten
Behalve de slaginstrumenten die geen duidelijk gedefinieerde toonhoogte hebben, bestaan er ook slaginstrumenten die een melodie kunnen voortbrengen: de idiofone slaginstrumenten en slagsnaarinstrumenten

### Idiofone melodische slaginstrumenten
- Marimba
- Vibrafoon
- Glockenspiel
- Lyra
- Buisklokken
- Xylofoon
- Crotales of cymbales antiques
- Hang
- Steeldrum

### Slagsnaarinstrumenten
- Hammered dulcimer
- Cimbalom (ook cymbalom of cembalo)
- Hakkebord
- Een piano is in basis ook een slaginstrument met een klavier.